# Povo Ranquel

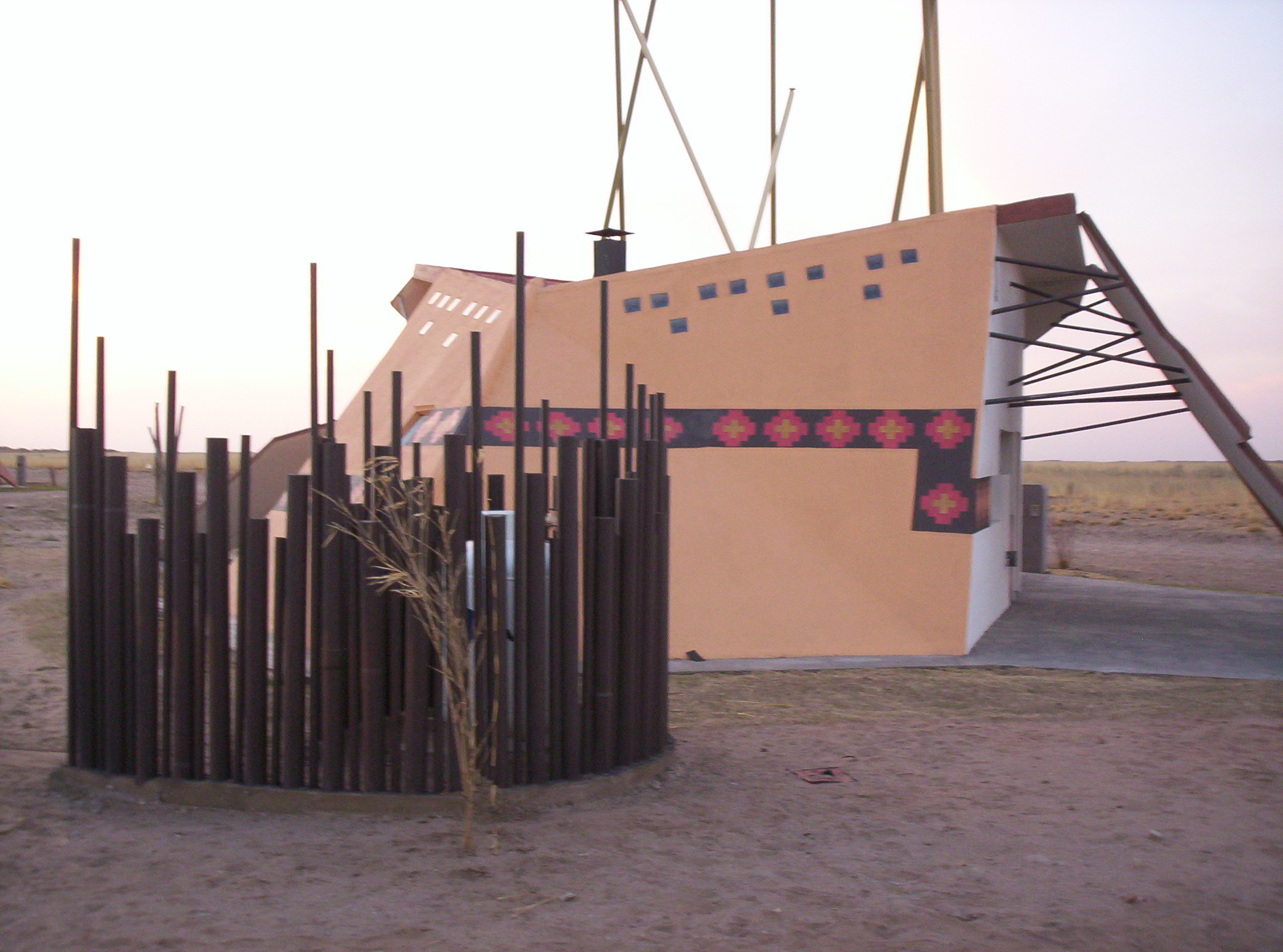
Casa Ranquel, Província de São Luís, Argentina

O Povo Ranquel são uma tribo indígena da parte norte da província de La Pampa , Argentina , na América do Sul. Inicialmente faziam parte dos antigos Pampas, aparentados com os Pehuenches, Puelches e os Huarpes .
Autodenominados Rankülche ou ragkülche - rangkül (cana ou junco), e che (pessoa, povo) na língua mapuche ( che dungun ) - significando 'povo do canaviais'. Essa região dos canaviais, ou "Região Ranquil", deu origem a denominação “Ranquilinos” como consequência do local onde passaram a viver. (área próxima à Cordilheira dos Andes, no atual norte da província de Neuquén).

## História
Atualmente, os historiadores profissionais concordam em localizar a origem dos Ranquel na segunda metade do século XVIII a partir de um processo de etnogênese caracterizado pelo encontro entre grupos que habitavam o Mamül Mapu (“País das Montanhas”) e os que viviam perto Salinas Grandes, o Leu Mapu; ambos, por sua vez, também decorrentes de processos específicos de “mistura” de grupos. Na última terça parte do século XVIII os Ranquel estabeleceram o controle dos territórios do nordeste do pampa centro-oriental, noroeste e centro da planície herbácea de Buenos Aires e ao sul das atuais províncias de Córdoba e Santa Fé.
Eram caçadores, nômades e durante boa parte do século XIX tiveram uma aliança com o povo Tehuelche , com quem viajaram para o leste, para a parte ocidental da atual província de Buenos Aires e extremo sul da província de Córdoba, e também para Mendoza , San Luís e Santa Fé. Em 1833, Juan Manuel de Rosas liderou a Campanha do Deserto (1833-34),  na qual tentou eliminar os Ranquel.
Seu líder naquela época era Yanquetruz , e eles montaram uma defesa habilidosa, aproveitando bem o terreno desértico. Yanquetruz foi sucedido por volta de 1834 por Painé Guor. Seu último chefe foi Pincén, que ficou confinado na prisão da ilha Martín García (1880).
Aliaram-se às forças de Felipe Varela durante a rebelião contra a Guerra do Paraguai e ao Governo Central em Buenos Aires. Após a captura de Pincén, a população dos Ranquels foi ainda mais reduzida durante a Conquista do Deserto, também chamado de “ataque geral ao território indígena" pelos Ranquel, com suas terras sendo ocupadas pelo exército.
O avanço militar foi parte de uma política genocida do estado argentino da época que eliminaria quase completamente a existência física da comunidade, pretendia não apenas apoderar-se de suas terras, mas também destruir a organização e as formas de vida da população indígena e impedir seu reagrupamento.

## Aspectos Atuais

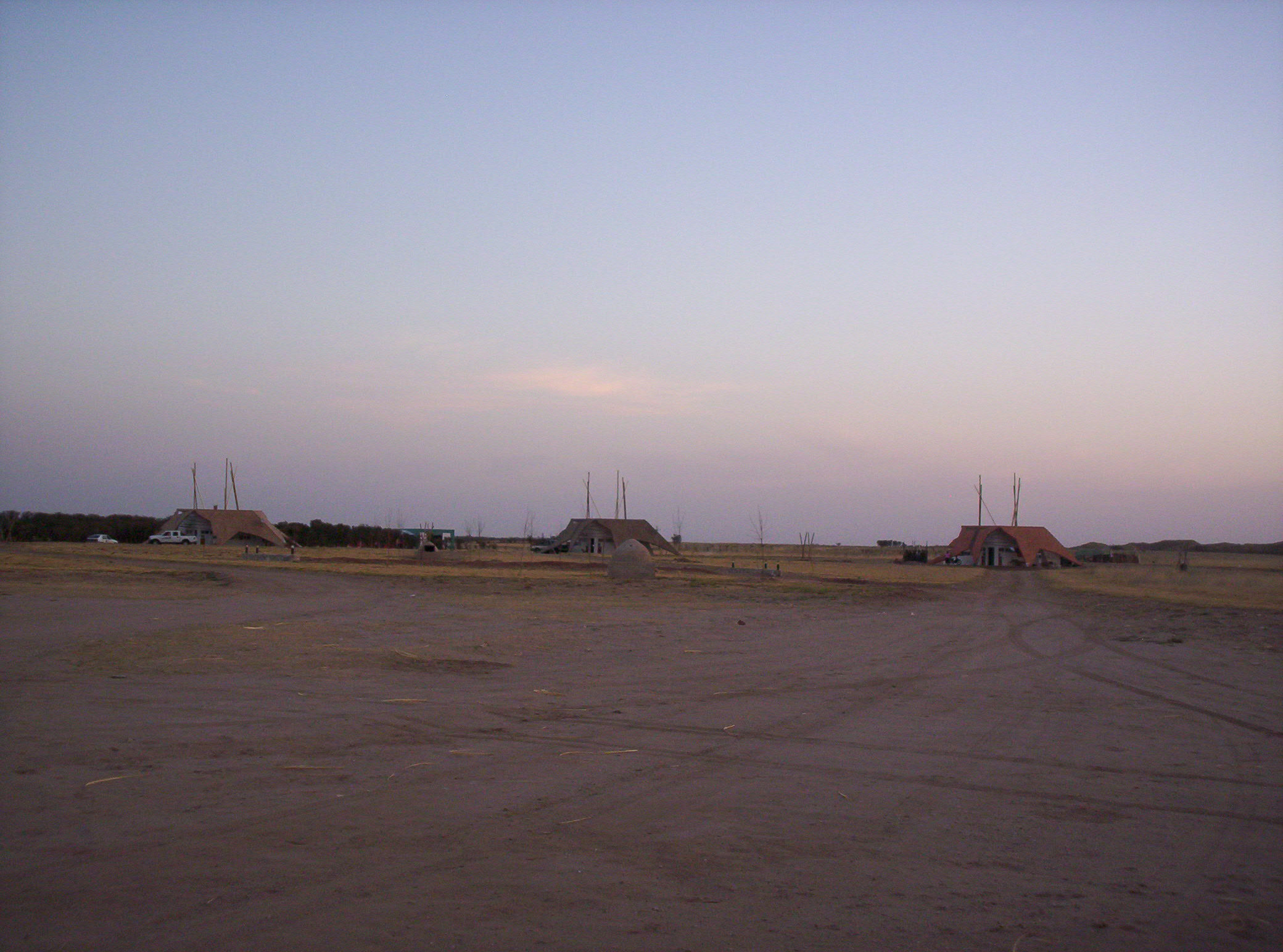
Aldeia da Comunidad Ranquel

Após a quase extinção da comunidade um espaço territorial foi destinado à comunidade, a Colônia Emilio Mitre, que foi estabelecida na atual província de La Pampa, onde hoje vivem seus descendentes.
Em 14 de agosto de 2007, o governo da província de San Luis devolveu 2.500 ha (6.178 acres) ao povo Ranquel, incluindo dois pequenos lagos, cerca de 124 km ao sul da cidade de Fraga.
Atualmente existem 19 comunidades Ranquel na província de La Pampa: em Santa Isabel, Colonia Emilio Mitre próxima a El Pueblito, Arbol Solo, La Humada, Victorica, Telen , Santa Rosa, Toay, General Acha, Eduardo Castex, General Pico, Realicó e Parera. Na província de San Luis existem duas comunidades ao sul de Fraga.
A Pesquisa Complementar de Povos Indígenas (ECPI) 2004-2005, complementar ao Censo Nacional de População, Domicílios e Habitação da Argentina de 2001, resultou em 10.149 pessoas na Argentina sendo reconhecidas e/ou descendentes da primeira geração do povo Rankulche, dos quais 4.573 viviam na província de La Pampa; 1.370 viviam na Cidade de Buenos Aires e em 24 bairros da Grande Buenos Aires; e 4.206 no resto da Argentina.